# Mark 82

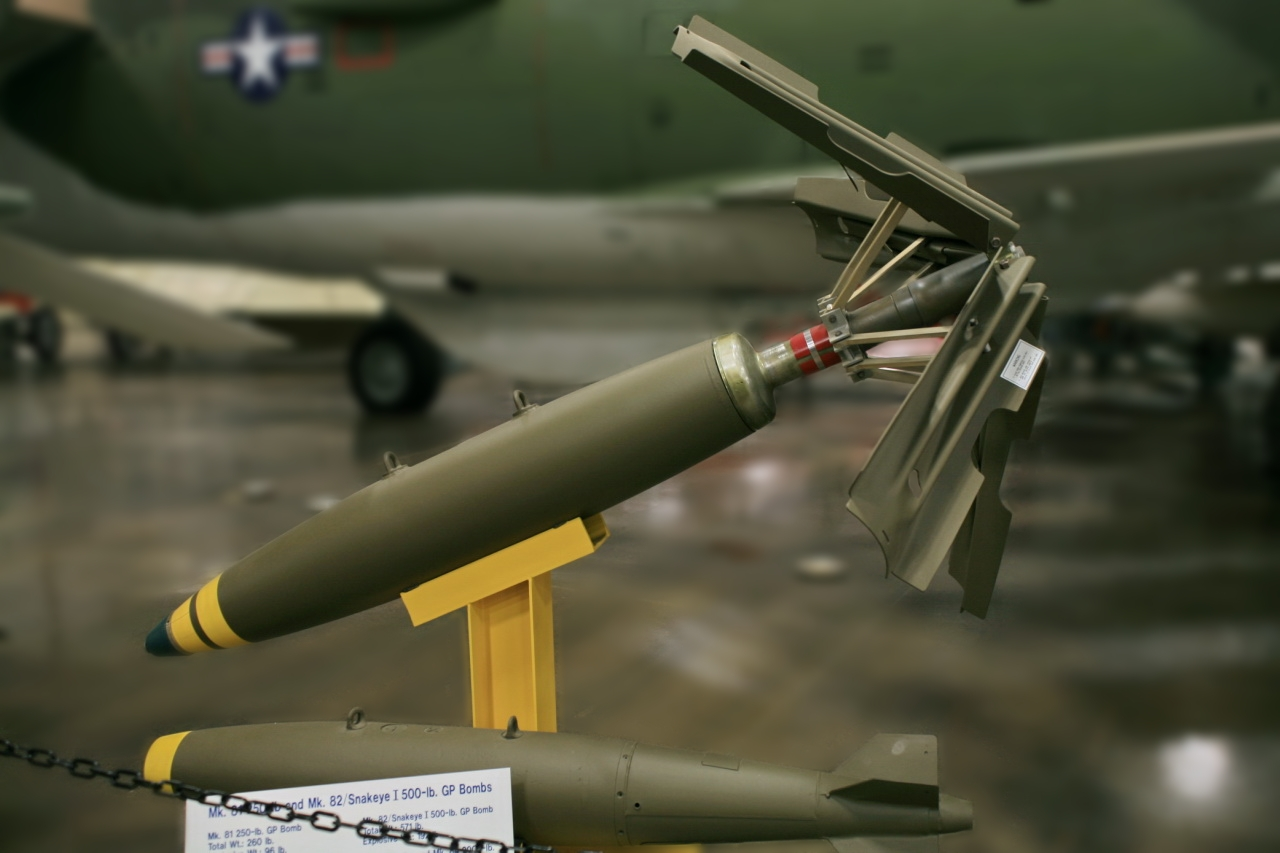
Freifallbomben Mk 82 „Snake Eye“ und Mk 81 (unten). Zwei gelbe Ringe stehen für die Explosivladung Amatol, einer für TNT. Diese Version verfügt über Mk-15-Luftbremsflächen, um bei Tiefflugangriffen eine Verzögerung des Falls der Bombe zu erreichen.

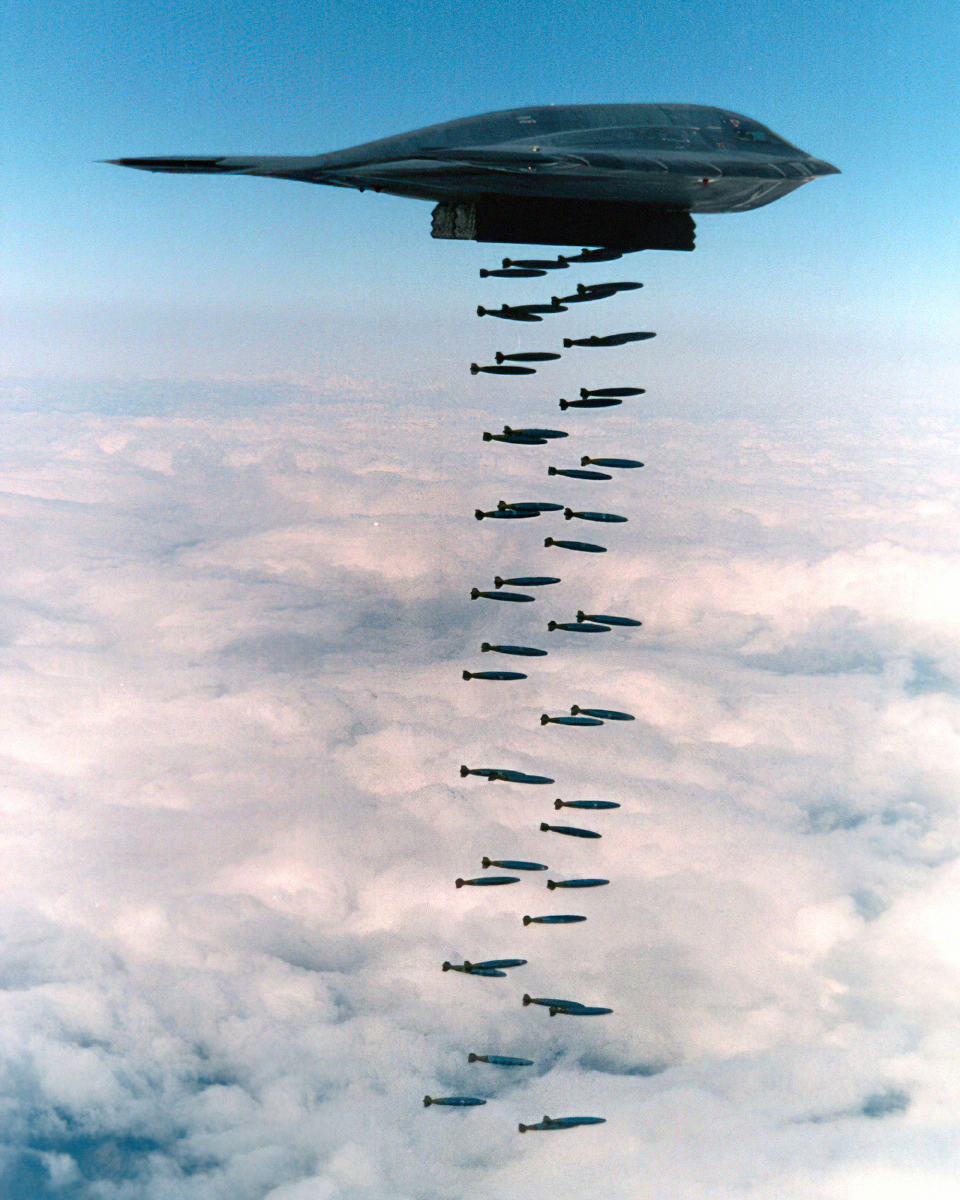
Reihenabwurf von Mk 82 aus einem Northrop-B-2-Tarnkappenbomber (46 Bomben sichtbar)

Die Mark 82 (Mk 82) ist eine ungelenkte Mehrzweck-Freifallbombe der Mark-80-Serie. Mit einem Gewicht von 227 Kilogramm bzw. 500 englischen Pfund ist sie bei den US- und NATO-Streitkräften die zweitkleinste, jedoch am häufigsten verwendete „Eisenbombe“. Sie ist eine der häufigsten aus der Luft abgeworfenen Waffen.

## Geschichte
Obwohl das Gewicht der Mk 82 mit 227 Kilogramm angegeben wird, hängt dies von der Ausführung ab und kann deshalb zwischen 232 und 259 kg variieren. Bautechnisch handelt es sich um einen gegossenen Stahlmantel, der mit 89 kg des hochexplosiven Sprengstoffs Tritonal gefüllt ist. Die Mk 82 ist mit einer Vielzahl von Flügelsätzen am Heck, Zündern und Verzögerungssätzen für verschiedene Zwecke ausrüstbar.
Die Mk 82 wird als Gefechtskopf für die lasergesteuerte GBU-12-Bombe aus der US-amerikanischen Paveway-Reihe sowie für die GBU-38 JDAM und GBU-54 LJDAM verwendet, das heißt, die benötigten Flügelsätze und Sensoren werden am Stahlmantel montiert. Die Mk 82 kann mit Hilfe eines Umbani-Präzisions-Lenkbomben-Kits zu einem gelenkten Flugkörper mit einer Reichweite von 120 Kilometern ausgerüstet werden. Die Mk 82 wird von den französischen Luftstreitkräften mit einem AASM-Kit (Armement Air-Sol Modulaire) als Lenkbombe mit verschiedenen Suchköpfen (GPS, IR, Laser) verwendet.
Zurzeit wird die Mk 82 in 17 Fabriken weltweit produziert. Ausschließlich General Dynamics in Garland, Texas, USA fertigt sie jedoch mit einer DoD-Zertifizierung zur Herstellung von Bomben für die amerikanischen Streitkräfte. Die Mk 82 wird derzeit überarbeitet, damit sie die Anforderungen des amerikanischen Kongresses für feuer- und stoßgesicherte Munition erfüllt.

## Varianten

### Mark 94
Die Ausführung Mk 94 war eine Mk-82-Bombe, die neben Sprengstoff mit chemischem Kampfstoff befüllt war. Die Mk 94 wog 200 kg und enthielt 49 kg flüssiges Sarin. Mit dem Inkrafttreten der Chemiewaffenkonvention im Jahr 1997 wurden die Mk 94-Bomben vernichtet.

### BLU-111/B
Mk 82 geladen mit PBXN-109 (vs. H-6); Gefechtsgewicht 480 lbs. PBXN-109 ist ein weniger empfindlicher explosiver Füllstoff. Die BLU-111/B ist auch der Gefechtskopf der A-1-Version des Joint Stand Off Weapon (JSOW).

### BLU-111A/B
Wird von der United States Navy benutzt, um die Sicherheitsbestimmungen für den Einsatz auf Flugzeugträgern zu erfüllen. Sie entspricht der BLU-111/B, hat jedoch eine zusätzliche thermische Schutzschicht. Diese Beschichtung soll bei Bränden in einem Schiffsmagazin selbständige Zündungen, im Englischen auch „Cook off“ genannt, verhindern.

### BLU-126/B
Wurde auf Grund eines Wunsches der United States Navy nach einer Bombe für geringere Kollateralschäden bei Luftangriffen entwickelt. Die Lieferung war für spätestens März 2007 geplant. Sie ist auch bekannt als „Low Collateral Damage Bomb“ (LCDB). Es handelt sich um eine BLU-111 mit einer kleineren Sprengladung. Eine nicht explosive Füllung wird zum Gewichtsausgleich hinzugefügt, wodurch erreicht wird, dass die ballistische Flugbahn der Bombe gleich bleibt.

### BLU-129/B
Das Gehäuse der BLU-129 bzw. Very Low Collateral Damage Weapon (VLCDW) besteht aus Kohlenstofffaser. Dadurch wird Splitterbildung minimiert, um Kollateralschäden möglichst zu verhindern. Die Waffe wurde ab 2010 aufgrund der Anforderungen der Air Force entwickelt.

## Technische Daten
| Primäre Funktion: | freifallende Mehrzweckbombe mit Druck- und Splitterwirkung.                                              |
| Länge:            | 2220 mm                                                                                                  |
| Durchmesser:      | 273 mm                                                                                                   |
| Reichweite:       | variiert abhängig von der Höhe und Art des Abwurfes                                                      |
| Einzelpreis:      | 2000 USD                                                                                                 |
| Flugzeuge:        | Als Standardbombe der NATO kann die Mark 82 von fast allen westlichen Kampfflugzeugen eingesetzt werden. |